# 準良
準良（1853年—1908年），字香宰，号仲萊，裕瑚魯氏，满洲镶黄旗人。清朝政治人物，進士出身。

## 生平
同治九年，鄉試中舉；光緒九年，登進士，改庶吉士。光緒十二年，任翰林院編修，后升任翰林院侍講、翰林院侍讀、右庶子、左庶子、翰林院侍講學士，翰林院侍讀學士。光緒二十二年，任詹事府少詹事，同年升詹事、內閣學士。光緒二十四年，署禮部右侍郎。光緒二十五年，任泰寧鎮總兵，兼總管內務府大臣。光緒二十九年，以副都統銜，任西寧辦事大臣。

## 家庭
- 祖父承龄，道光丙申（1836年）恩科进士，清代词人。
- 父恩元（字善長，号伯元），咸丰二年顺天乡试举人（隶镶黄旗满洲鄂尔托那佐领下），陕西知县。母李氏（父内务府正白旗汉军李希晉，祖父系嘉慶十三年戊辰進士李恩繹；胞姊李氏嫁鑲黃旗滿洲、咸豐丙辰科進士馬佳氏紹祺（胞弟紹英，祖父禮部尚書昇寅）；堂姊李氏原配嫁正蓝旗汉军、光緒二年丙子恩科進士胡俊章）。恩元与胡俊章系咸丰二年顺天乡试同榜。
- 女裕瑚魯氏，嫁镶蓝旗满洲宗室毓方（父咸豐九年(1859)己未科進士、體仁閣大學士福錕；生母继配鄂卓氏（父鑲藍旗滿洲海澄，祖父道光壬午恩科進士吉年，祖伯父道光壬午恩科進士吉珩（又吉達善）；胞姊鄂卓氏二继嫁光緒六年（1880年）庚辰科进士、正蓝旗宗室溥良））。